# Javi Rey
Javi Rey   (Brussel·les, 1982), nom de ploma de Javier Rey Calatayud, és un il·lustrador i dibuixant de còmics català. El 2017 fou proclamat Autor Revelació del Saló Internacional del Còmic de Barcelona.

## Biografia
Javi Rey va néixer a Bèlgica, país on els seus pares havien emigrat als anys 1950 a la recerca de feina. No obstant, amb només 2 anys, la família va retornar a Catalunya.
Es va formar a l'escola de còmics Joso de Barcelona i va començar la seva activitat professional en el camp de l'animació, treballant com a il·lustrador per l'estudi Yanquipay en la sèrie de dibuixos animats 240 el nen clònic (TV3, 2009). Anteriorment, havia participat en el llibre col·lectiu Lovexpress (Kaleidoskope, 2007).
El 2011 va començar a treballar pel mercat francobelga. El primer resultat fou la sèrie històrica Secrets. Adelante! (Editions Dupuis, 2013-2014) amb Frank Giroud com a guionista. El còmic, de dues parts, relata les aventures d'un bandoler durant la Guerra del Francès. El seu segon treball, Un maillot pour l'Algérie (les Editions Dupuis, 2016), tracta sobre la creació del primer equip nacional de futbol algerià. La història, amb guió de Kris i Bertrand Gallic, s'ambienta en la Guerra d'Algèria (1954-1962).
El 2016 Rey publicà l'adaptació al còmic de la novel·la Intemperie (Seix Barral, 2013) de l'escriptor Jesús Carrasco. Amb aquest còmic, editat per Planeta Cómic, Rey va obtenir dues nominacions al Saló Internacional del Còmic de Barcelona de 2017: una nominació a la Millor obra i una nominació a l'Autor Revelació, guanyant el darrer guardó.

## Obra
- Secrets !Adelante! (Editions Dupuis, 2013-2014). Primera i segona part. Sèrie editada a França.
- Un maillot pour l'Algérie (Editions Dupuis, 2016). Còmic editat a França
- Intemperie (Planeta Cómic, 2016) (Espanya). Posteriorment editat també à França (Dupuis, 2017), Estats Units i Gran Bretanya (SelfMadeHero, 2018) i Itàlia (Renoir Comics, 2018)
- Un enemigo del pueblo (Planeta Cómic, 2023).